# Yllenus pseudovalidus
Yllenus pseudovalidus är en spindelart som beskrevs av Logunov, Marusik 2003. Yllenus pseudovalidus ingår i släktet Yllenus och familjen hoppspindlar. Inga underarter finns listade i Catalogue of Life.